# Liebes Leben

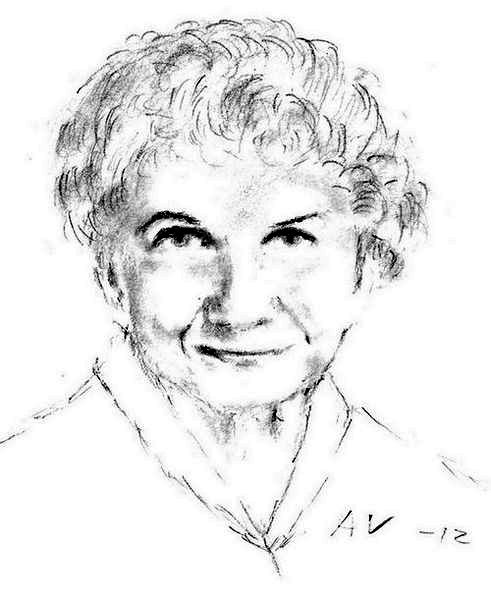
Alice Munro, Nobelpreis für Literatur

Liebes Leben. 14 Erzählungen (im Original Dear Life. Stories, 2012) ist Alice Munros vierzehnte Sammlung von Kurzgeschichten. In diesen jüngsten Werken der Nobelpreisträgerin für Literatur 2013 wird unter anderem erzählt über Varianten des Umgangs mit dem, was anfangs befremdlich erscheint, sowie über das Versöhnlichwerden – auch mit sich selbst.
Erstmals gibt es in einer Sammlung von Munro eine weitere Gruppierung von Werken. Sie besteht aus vier Geschichten und trägt den Titel Finale. Die eine Hälfte der Geschichten des Bandes umfasst in der Originalsprache zwischen 13 Seiten und 20 Seiten, die andere Hälfte zwischen 23 und 40 Seiten. „Stimmen“ ist mit 13 Seiten das kürzeste, „Zug“ mit einer Länge von 40 Seiten das umfangreichste Werk der Sammlung. Zu den Werken „Amundsen“, „Abschied von Maverly“, „Heimstatt“ und „Zug“ hat sich Alice Munro in einem Interview von November 2012 selbst geäußert.
Eine deutschsprachige Fassung des Bandes ist 2013 bei S. Fischer in Frankfurt am Main verlegt worden, in der Übersetzung von Heidi Zerning. Eine Auswahl in der Übersetzung von Reinhild Böhnke ist vorab 2013 als Hörbuch Liebes Leben bei Parlando in Berlin erschienen, gelesen von Christian Brückner und Sophie Rois.

## Wirkung
Für Natalie Crom gehören die Erzählungen in diesem Band zu den schönsten, die Munro geschrieben hat. Es hat sie beeindruckt, wie Munro einerseits sehr präzise und andererseits merkwürdig ungenau Charaktere beschreibt oder einen Hergang schildert. Man merke, dass psychologisch zwar viel passiert, aber nichts werde erklärt. Es werde lediglich geschildert, was Personen tun, welche Gesten sie machen oder was sie sagen. Das alles werde sehr subtil konstruiert. Alexandre Astier merkt ergänzend an, dass es bei Munro keine moralischen Urteile gibt, sondern dass Leute eben tun was sie tun.
Neben mehrheitlich lobenden Rezensionen gibt es zu diesem Band auch einen Beitrag, der als Verriss gelten kann. Christian Lorentzen hat im Juni 2013 für den London Review of Books das Erscheinen von Dear Life zum Anlass genommen, seiner grundlegenden Skepsis Ausdruck zu verleihen, was das Werk Munros und vor allem dessen Rezeption angeht, die ihm zu unkritisch ist. Am Ende seiner Rezension kommt er auf den Band Dear Life zu sprechen. In ihm gebe es einige weitere Geschichten über das Verlassenwerden (bei Männern), eine Geschichte über Demenz aus der Sicht einer dementen Person und zwei Geschichten über asexuelle Männer, die vor Intimitäten fliehen. Lorentzen meint, dass die Skizzen der Coda (Finale) explizit als autobiographisch präsentiert würden und Erkennbares aus den früheren Büchern enthielten: das Haus am Ende der Straße, das Geschlagenwerden, Prüderie im Dorfleben und eine Blinddarmoperation, bei der auch eine Wucherung gefunden wird. Sex und Krebs seien zwei Tabus, die jetzt nicht mehr bestünden, und es könne darüber wohl nicht genug geschrieben werden. Die Zeit werde zurückersehnt, in der es größere Unschuld und mehr Scham gegeben habe, und dies erkläre scheinbar viel bezüglich Munros Popularität, so Lorentzens Fazit. Herausheben tut Lorentzen die Story „Japan erreichen“. Dass es nach so vielen Geschichten eine mit Schema „traurige Frau wird glücklicher“ gebe, sei unvermeidbar gewesen, schreibt Christian Lorentzen und macht nach „Jahre später“ drei Punkte, die seinen Review beenden.

## Enthaltene Werke
- Japan erreichen (To Reach Japan), S. 7.
- Amundsen (Amundsen Web), S. 39.
- Abschied von Maverly (Leaving Maverly), S. 81.

Alice Munro äußert sich zur Handlung in dieser Erzählung folgendermaßen: „In Leaving Maverly sind so einige Leute hinter Liebe oder Sex oder irgendwas her. Mir scheint, die Invalidin und ihr Gatte haben was davon, während die anderen um sie herum aus verschiedenen Gründen das Boot verpassen. Ich bewundere echt die junge Frau, die sich aufgemacht hat, und ich hoffe doch, dass sie und der Mann, dessen Frau tot ist, irgendwie zusammenkommen.“
- Kies (Gravel) im Web, gleiche Fassung, S. 109.
- Heimstatt (Haven), S. 131.

Alice Munro äußert sich zur Handlung in dieser Erzählung folgendermaßen: „In Haven gibt es eine sehr offensichtliche „ideale Gattin“, nahezu eine Karikatur, so wie Frauenzeitschriften das anmahnten als ich jung war. Am Ende ist ihr das ziemlich egal – weiß Gott, was daraus werden wird.“
- Stolz (Pride), S. 157.

Zwei Leute finden nach einiger Zeit in einem glücklichen Arrangement zusammen.
- Corrie (Corrie im Web), S. 181.
- Zug (Train Web, vorige Fassung), S. 205.
- Mit Seeblick (In Sight of the Lake), S. 253.

Nancy ist Seniorin und spürt, dass mit ihren Nerven was nicht ganz in Ordnung ist, weshalb sie in einer anderen Stadt einen Arzttermin vereinbart. Ohne ihren Gatten, der seinen eigenen Interessen nachgeht, macht sich dorthin auf und merkt auf der Suche nach der Praxis, dass sie sich nicht gut zurechtfindet. Ein netter älterer Mann, den sie in dessen schönem Garten vor einem schönen Haus antrifft, bietet ihr Hilfe an, indem er sie zu ihrem Auto begleitet und den Weg weist zur Residenz mit Seeblick, wo er die gesuchte Arztpraxis vermutet. Als sie losfährt, meint Dolly im Rückspiegel einen anderen Eindruck von ihrem Helfer zu bekommen, als er sich auf vertraute Weise einigen alternativen Jugendlichen zuwendet, die der vorher im Vorbeigehen nur mit Achtlosigkeit bedacht hatte. Im letzten Abschnitt formuliert Sandy, die ein Namensschild trägt, dass die Handlung wohl in Nancys Traum stattgefunden habe. Es entsteht der Eindruck, dass Nancy in einem Heim lebt und inzwischen verwitwet ist.
- Dolly (Dolly), S. 271.

Die plötzliche Angst, vom Geliebten verlassen zu werden, bleibt einem auch mit über 70 nicht unbedingt erspart.
Finale
- Das Auge (The Eye), S. 299.
- Nacht (Night), S. 315.
- Stimmen (Voices), S. 331.
- Liebes Leben (Dear Life Web, vorige Fassung)[4]

## Rezensionen
Chronologisch aufsteigend
- Catherine Taylor: Dear Life by Alice Munro: review. auf: telegraph.co.uk, 15. November 2012.
- Charles McGrath: The Sense of an Ending. auf: nytimes.com, 16. November 2012
- Ruth Scurr: Dear Life by Alice Munro: review. auf: telegraph.co.uk, 21. November 2012
- Louise Doughty: Dear Life by Alice Munro – review. auf: theguardian.com, 25. November 2012.
- Gordon House: Alice Munro stays on track with her winning short stories in her new collection, 'Dear Life'. auf: kansas.com, 17. Februar 2013
- Christian Lorentzen: Poor Rose. In: London Review of Books. Vol. 35 No. 11 · 6 June 2013, S. 11–12. (Ein Rundumschlag, nur der letzte Teil bezieht sich auf diesen Band.)